# تحرش

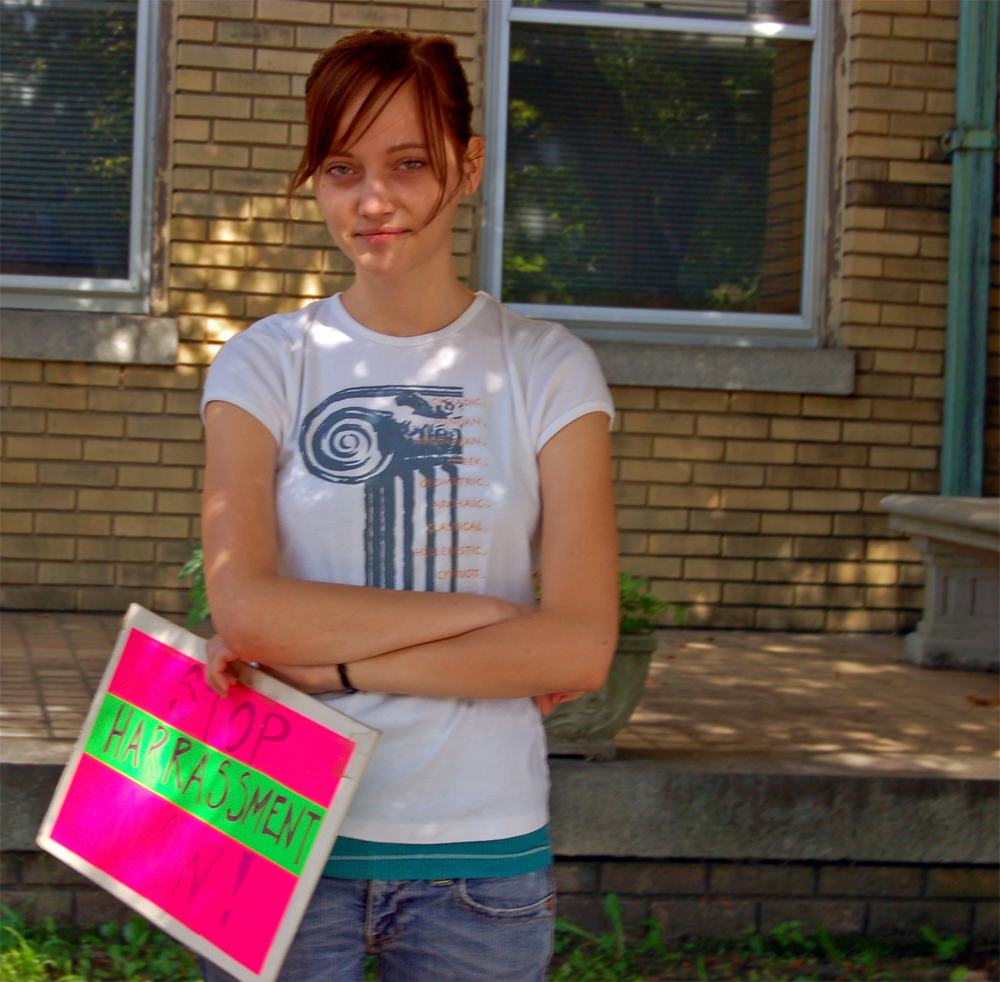

التحرش هو مُضايقة، أو فعل غير مرحب به من النوع النفسي أو الجنسي أو اللفظي أو الجسدي. يتضمن مجموعة من الأفعال من الانتهاكات البسيطة إلى المضايقات الجادة التي من الممكن أن تتضمن التلفظ بتلميحات مسيئة من منطلقات عدة.
التحرش يعتبر شكل من أشكال التفرقة العنصرية والتمييز غير الشرعية بحق الأفراد، وقد يتجلى كشكل من أشكال الإيذاء الجسدي أو الجنسي أو النفسي والاستئساد على الغير.

## تاريخ
بالنسبة لمصطلح التحرش الجنسي فيعود تاريخ استخدامه إلى عام 1973 في تقرير إلى رئيس ومستشار معهد ماساتشوستس للتكنولوجيا آنذاك عن أشكال مختلفة من قضايا المساواة بين الجنسين. ووضع سياسات وإجراءات ذات الصلة. معهد ماساتشوستس للتكنولوجيا في ذلك الوقت اعترف أيضا بالإصابات الناجمة عن المضايقات العنصرية والمضايقات التي تتعرض لها النساء ذوات البشرة الملونة. وذكر رئيس معهد ماساتشوستس للتكنولوجيا أيضا أن التحرش يتناقض مع رسالة الجامعة، وكذلك لا يطاق بالنسبة للأفراد.

## وصلات خارجية
- تحرش على مشروع الدليل المفتوح